# Leszek Kosedowski
Leszek Marian Kosedowski (* 25. Mai 1954 in Środa Śląska, Polen) ist ein ehemaliger polnischer Boxer. Er gewann unter anderem eine Bronzemedaille im Federgewicht bei den Olympischen Spielen 1976 in Montreal.
Seine jüngeren Brüder Krzysztof Kosedowski und Dariusz Kosedowski waren ebenfalls Boxer.

## Boxkarriere
Leszek Kosedowski war während seiner Wettkampfkarriere 1,74 m groß und trainierte in den Boxabteilungen der Vereine Wisła Tczew (1971) und Stoczniowiec Gdańsk (1972–1980). Trainiert wurde er unter anderem von Leon Kamiński.
Er wurde 1972 Polnischer Juniorenmeister im Fliegengewicht, 1974 Polnischer Meister im Bantamgewicht sowie 1977, 1978 und 1980 Polnischer Meister im Leichtgewicht.
Sein größter Erfolg in der Jugend war der Gewinn einer Bronzemedaille im Bantamgewicht bei den Junioren-Europameisterschaften 1974 in Kiew. Bei den Olympischen Spielen 1976 in Montreal nahm er im Federgewicht teil und besiegte Cornelius Edwards, Camille Huard und Bratislav Ristić, ehe er im Halbfinale gegen Richard Nowakowski mit einer Bronzemedaille ausschied.
1978 nahm er noch an den Weltmeisterschaften in Belgrad teil und unterlag im Achtelfinale des Leichtgewichts gegen Lutz Käsebier.
In späteren Jahren boxte er bei den Vereinen SV 1923 Stockstadt e.V., Boxring Hanau und CSC Frankfurt in der deutschen Bundesliga.
Seine Kampfbilanz betrug 179 Siege, 33 Niederlagen und 8 Unentschieden.

## Weiteres
Leszek Kosedowski ist Absolvent der Technischen Schule für Schiffbau in Danzig (1975) und der Danziger Universität für Leibeserziehung, wo er 1986 einen Master in Leibeserziehung erhielt.